# Liste der Baudenkmäler in Düren

Denkmalplakette des Landes Nordrhein-Westfalen. Sie sollte an den Baudenkmalen gut sichtbar angebracht werden.

Die folgende Liste enthält alle in der Denkmalliste der Stadt ausgewiesenen Baudenkmäler auf dem Gebiet der Stadt Düren, Kreis Düren, Nordrhein-Westfalen (Stand: Ende 2010).

## Baudenkmäler
Die Liste der Baudenkmäler enthält Sakralbauten, Wohn- und Fachwerkhäuser, historische Gutshöfe und Adelsbauten, Wegekreuze und andere Kleindenkmäler sowie Grabmale, Friedhöfe und Grabstätten, die eine besondere Bedeutung für die Geschichte Dürens haben.
Hinweis: Die Reihenfolge der Denkmäler in dieser Liste entspricht der offiziellen Denkmalliste und ist nach Nummern, Bezeichnungen, Ortsteilen und Straßen sortierbar.

## Düren
| lf. Nummer | Name                                                                               | Stadtteil | Adresse                                          | Bild |
| ---------- | ---------------------------------------------------------------------------------- | --------- | ------------------------------------------------ | ---- |
| 1/001      | Rheinische Landesheilanstalt Düren, heute LVR-Klinik Düren                         | Düren     | Meckerstraße und Heerweg                         |      |
| 1/001a     | Verwaltungsbau                                                                     | Düren     | Meckerstraße                                     |      |
| 1/001b     | Ehemaliges Direktorenwohnhaus                                                      | Düren     | Meckerstraße                                     |      |
| 1/001c     | Kirche                                                                             | Düren     | Meckerstraße                                     |      |
| 1/001d     | Haus 1                                                                             | Düren     | Meckerstraße                                     |      |
| 1/001e     | Haus 2                                                                             | Düren     | Meckerstraße                                     |      |
| 1/001f     | Haus 3                                                                             | Düren     | Meckerstraße                                     |      |
| 1/001g     | Haus 5                                                                             | Düren     | Meckerstraße                                     |      |
| 1/001h     | Haus 7                                                                             | Düren     | Meckerstraße                                     |      |
| 1/001i     | Haus 8                                                                             | Düren     | Meckerstraße                                     |      |
| 1/001j     | Haus 9                                                                             | Düren     | Meckerstraße                                     |      |
| 1/001k     | Werkstattbau                                                                       | Düren     | Meckerstraße                                     |      |
| 1/001l     | Maschinenhaus mit Wasserturm                                                       | Düren     | Meckerstraße                                     |      |
| 1/001m     | Leichenhalle                                                                       | Düren     | Meckerstraße                                     |      |
| 1/001n     | Bedienstetenwohnhaus Heerweg 2                                                     | Düren     | Heerweg                                          |      |
| 1/001o     | Bedienstetenwohnhaus Heerweg 4                                                     | Düren     | Heerweg                                          |      |
| 1/001p     | Bedienstetenwohnhaus Heerweg 6                                                     | Düren     | Heerweg                                          |      |
| 1/001q     | Bedienstetenwohnhaus Heerweg 8                                                     | Düren     | Heerweg                                          |      |
| 1/001r     | Bedienstetenwohnhaus Heerweg 10                                                    | Düren     | Heerweg                                          |      |
| 1/001s     | Bedienstetenwohnhaus Heerweg 12                                                    | Düren     | Heerweg                                          |      |
| 1/001t     | Bedienstetenwohnhaus Heerweg 14                                                    | Düren     | Heerweg                                          |      |
| 1/001u     | Bedienstetenwohnhaus Heerweg 16                                                    | Düren     | Heerweg                                          |      |
| 1/001v     | Bedienstetenwohnhaus Heerweg 18                                                    | Düren     | Heerweg                                          |      |
| 1/001w     | Bedienstetenwohnhaus Heerweg 20                                                    | Düren     | Heerweg                                          |      |
| 1/001x     | Bedienstetenwohnhaus Heerweg 22                                                    | Düren     | Heerweg                                          |      |
| 1/002      | Rokoko-Gartenhaus                                                                  | Düren     | Veldener Straße 7                                |      |
| 1/003      | Schlachthof-Verwaltungsgebäude                                                     | Düren     | Paradiesstraße 19                                |      |
| 1/004      | Ehemaliges Schulgebäude                                                            | Düren     | Schenkelstraße 6–8                               |      |
| 1/005      | Gut Weyern                                                                         | Düren     | Gut Weyern 4                                     |      |
| 1/006      | Haus der Industrie                                                                 | Düren     | Tivolistraße 76                                  |      |
| 1/007      | Musikschule (ehemalige Villa Schüll)                                               | Düren     | Tivolistraße 1                                   |      |
| 1/008      | Spießenturm oder „Graue Mütze“ mit Resten der Stadtmauer                           | Düren     | Stürtzstraße/Kämergasse innerhalb der Grünanlage |      |
| 1/009      | Rondell                                                                            | Düren     | Schützenstraße                                   |      |
| 1/010      | Pletzergassenturm                                                                  | Düren     | Hohenzollernstraße / Am Pletzerturm              |      |
| 1/011      | Stadtmauerrest                                                                     | Düren     | August-Klotz-Straße / Wallstraße                 |      |
| 1/012      | Stadtmauerrest                                                                     | Düren     | August-Klotz-Straße                              |      |
| 1/013      | Stadtmauerrest                                                                     | Düren     | Schenkelstraße 6–8                               |      |
| 1/014      | Wohnhaus                                                                           | Düren     | Holzstraße 17                                    |      |
| 1/015      | Barocke Madonna und hist. Reste der Marienkirche, Turmstumpf                       | Düren     | Hoeschplatz                                      |      |
| 1/016      | Wohnhaus                                                                           | Düren     | Bonner Straße 34                                 |      |
| 1/017      | Wohnhaus                                                                           | Düren     | Holzstraße 33                                    |      |
| 1/018      | Wohnhaus                                                                           | Düren     | Holzstraße 35                                    |      |
| 1/019      | Fabrikgelände Fa. Lindner & Co. (Becker und Funck) mit mehreren Gebäuden           | Düren     | Friedenstraße                                    |      |
| 1/020      | Leopold-Hoesch-Museum                                                              | Düren     | Hoeschplatz 1                                    |      |
| 1/021      | Ehemaliges staatliches Behördenhaus                                                | Düren     | August-Klotz-Straße 24                           |      |
| 1/022      | Ehemaliges Altes Hauptsteueramt (jetzt Wohnhaus)                                   | Düren     | Holzstraße 19                                    |      |
| 1/023      | Ehemalige Villa Eugen Hoesch (heute Innungskrankenkasse)                           | Düren     | Oberstraße 135                                   |      |
| 1/024      | Annakirche (in neue Kirche eingebautes gotisches Südportal)                        | Düren     | Annaplatz 8                                      |      |
| 1/025      | Jesuitenhof (heute Wohnhaus)                                                       | Düren     | Nideggener Straße 68                             |      |
| 1/026      | Haus Boisdorf                                                                      | Düren     | An Gut Boisdorf 8 und 10                         |      |
| 1/027      | Distelrather Kirche, „Ühledömche“, St. Bonifatius                                  | Düren     | Im Altwerk 22                                    |      |
| 1/028      | Wohnhaus                                                                           | Düren     | Monschauer Straße 184                            |      |
| 1/029      | Jägerhof                                                                           | Düren     | Monschauer Straße 217                            |      |
| 1/030      | Jägerhof (ehemalige Scheune, heute Hoteltrakt)                                     | Düren     | Monschauer Straße 217                            |      |
| 1/031      | Wohneckhaus                                                                        | Düren     | Karlstraße / Neue Jülicher Straße                |      |
| 1/032      | Wohnhaus                                                                           | Düren     | Holzstraße 31                                    |      |
| 1/033      | Wohnhaus                                                                           | Düren     | Holzstraße 15                                    |      |
| 1/034      | Stadtmauerrest                                                                     | Düren     | Oberstraße 45a                                   |      |
| 1/035      | Ehemalige Befestigungsanlage                                                       | Düren     | Altenteich / Stürtzstraße                        |      |
| 1/035a     | Dicker Turm Altenteich                                                             | Düren     |                                                  |      |
| 1/035b     | 84 m lange und 3,5 m hohe Befestigungsanlage zwischen Dickem Turm und Grönjansturm | Düren     |                                                  |      |
| 1/035c     | Grönjansturm auf dem Gelände des Stiftischen Gymnasiums                            | Düren     |                                                  |      |
| 1/035d     | ca. 67 m lange Befestigungsanlage im Anschluss an den Grönjansturm                 | Düren     |                                                  |      |
| 1/035e     | Teilstück des Mühlenteichs als ehemalige Grabenanlage                              | Düren     |                                                  |      |
| 1/036      | Stadtmauerrest                                                                     | Düren     | Hohenzollernstraße / Waisenhausstraße            |      |
| 1/037      | Altes Muttergotteshäuschen                                                         | Düren     | Zülpicher Straße 231                             |      |
| 1/038      | Wohnhaus                                                                           | Düren     | Grüngürtel 2                                     |      |
| 1/039      | Wohnhaus                                                                           | Düren     | Grüngürtel 4                                     |      |
| 1/040      | Wohnhaus                                                                           | Düren     | Grüngürtel 6                                     |      |
| 1/041      | Wohnhaus                                                                           | Düren     | Grüngürtel 8                                     |      |
| 1/042      | Wohnhaus                                                                           | Düren     | Grüngürtel 10                                    |      |
| 1/043      | Wohn- und Geschäftshaus                                                            | Düren     | Freiheitsstraße 27                               |      |
| 1/044      | Wohnhaus                                                                           | Düren     | Meiringplatz 10                                  |      |
| 1/045      | Wohnhaus                                                                           | Düren     | Meiringplatz 12                                  |      |
| 1/046      | Wohnhaus                                                                           | Düren     | Meiringplatz 14                                  |      |
| 1/047      | Wohnhaus                                                                           | Düren     | Meiringplatz 16                                  |      |
| 1/048      | Wohnhaus                                                                           | Düren     | Meiringplatz 18                                  |      |
| 1/049      | Wohnhaus                                                                           | Düren     | Meiringplatz 20                                  |      |
| 1/050      | Wohnhaus                                                                           | Düren     | Goebenstraße 55                                  |      |
| 1/051      | Wohnhaus                                                                           | Düren     | Pestalozzistraße 17                              |      |
| 1/052      | Wohnhaus                                                                           | Düren     | Pestalozzistraße 19                              |      |
| 1/053      | Wohnhaus                                                                           | Düren     | Pestalozzistraße 18                              |      |
| 1/054      | Wohnhaus                                                                           | Düren     | Pestalozzistraße 20                              |      |
| 1/055      | Friedhof der evangelischen Gemeinde                                                | Düren     | Kölnstraße                                       |      |
| 1/055a     | Grabmal Johanna Hoesch                                                             | Düren     | Kölnstraße                                       |      |
| 1/055b     | Grabmal Richard Hoesch                                                             | Düren     | Kölnstraße                                       |      |
| 1/055c     | Grabmal Victor und Margarethe Schoeller                                            | Düren     | Kölnstraße                                       |      |
| 1/055d     | Grabmal Adele Schoeller                                                            | Düren     | Kölnstraße                                       |      |
| 1/055e     | Grabmal Alexander Schoeller                                                        | Düren     | Kölnstraße                                       |      |
| 1/055f     | Grabmal Felix Heinrich Schoeller                                                   | Düren     | Kölnstraße                                       |      |
| 1/055g     | Grabmal Jeanne Schoeller                                                           | Düren     | Kölnstraße                                       |      |
| 1/055h     | Grabmal Guido Schoeller                                                            | Düren     | Kölnstraße                                       |      |
| 1/055i     | Grabmal Philipp und Anna Schoeller                                                 | Düren     | Kölnstraße                                       |      |
| 1/055j     | Statue von Johann-Joseph Imhoff                                                    | Düren     | Kölnstraße                                       |      |
| 1/056      | Grabstätte Leopold Hoesch                                                          | Düren     | Kölnstraße                                       |      |
| 1/057      | Bronzestatue „Ein Sabiner verteidigt seine Schwester“                              | Düren     | Willy-Brandt-Park                                |      |
| 1/058      | Bismarck-Denkmal                                                                   | Düren     | Theodor-Heuss-Park                               |      |
| 1/059      | Hochkreuz                                                                          | Düren     | Konrad-Adenauer-Park                             |      |
| 1/060      | Jüdischer Friedhof                                                                 | Düren     | Binsfelder Straße                                |      |
| 1/061      | Wehrmeisterkreuz                                                                   | Düren     | Aachener Straße / Rütger-von-Scheven-Straße      |      |
| 1/062      | Annasäule                                                                          | Düren     | Altenteich                                       |      |
| 1/063      | Wegekreuz                                                                          | Düren     | Schoellerstraße / Arnoldsweilerweg               |      |
| 1/064      | Ehemaliger Friedhof für die reformierte und lutherische Gemeinde                   | Düren     | Paradiesstraße                                   |      |
| 1/065      | Wegekreuz (Bonnkreuz)                                                              | Düren     | Bonner Platz                                     |      |
| 1/066      | Ehemalige Tuchfabrik mit mehreren Gebäuden                                         | Düren     | Valencienner Straße                              |      |
| 1/066a     | Ehemaliges Verwaltungsgebäude                                                      | Düren     | Valencienner Straße                              |      |
| 1/066b     | Ehemalige Produktionshallen, ehemalige Spinnerei- und Webereihallen                | Düren     | Valencienner Straße                              |      |
| 1/066c     | Ehemalige Färbereihalle                                                            | Düren     | Valencienner Straße                              |      |
| 1/066d     | Ehemaliges Wolllager und Wäscherei                                                 | Düren     | Valencienner Straße                              |      |
| 1/066e     | Ehemalige Zwirnerei                                                                | Düren     | Valencienner Straße                              |      |
| 1/066f     | Ehemalige Kaysermühle                                                              | Düren     | Valencienner Straße                              |      |
| 1/067      | Pfarrkirche St. Joachim                                                            | Düren     | Joachimstraße                                    |      |
| 1/068      | Wohnhaus                                                                           | Düren     | Monschauer Straße 235                            |      |
| 1/069      | Wohnhaus                                                                           | Düren     | Monschauer Straße 237                            |      |
| 1/070      | Gelände des Hauptbahnhofs                                                          | Düren     | Neue Jülicher Straße                             |      |
| 1/071      | Friedhofskreuz und Stationen des Kreuzwegs                                         | Düren     | Monschauer Straße / Flurstraße                   |      |
| 1/072      | Dreigurtbrücke                                                                     | Düren     | über der Rur                                     |      |
| 1/073      | Wohnhaus                                                                           | Düren     | Valencienner Straße 9                            |      |
| 1/074      | Hausfassade                                                                        | Düren     | Valencienner Straße 221 / Kommgartenweg          |      |
| 1/075      | Familiengruft Peill                                                                | Düren     | Neuer Friedhof                                   |      |
| 1/076      | Marienkapelle Rölsdorf                                                             | Düren     | Kapellenstraße / Monschauer Straße               |      |
| 1/077      | Haus                                                                               | Düren     | Scharnhorststraße 143                            |      |
| 1/078      | Haus                                                                               | Düren     | Scharnhorststraße 145                            |      |
| 1/079      | Haus                                                                               | Düren     | Scharnhorststraße 147                            |      |
| 1/080      | Haus                                                                               | Düren     | Scharnhorststraße 149                            |      |
| 1/081      | Haus                                                                               | Düren     | Scharnhorststraße 151                            |      |
| 1/082      | Haus                                                                               | Düren     | Freiheitsplatz 2                                 |      |
| 1/083      | Haus                                                                               | Düren     | Freiheitsplatz 1                                 |      |
| 1/084      | Haus                                                                               | Düren     | Grüngürtel 21                                    |      |
| 1/085      | Haus                                                                               | Düren     | Brückenstraße 78                                 |      |
| 1/086      | Haus                                                                               | Düren     | Brückenstraße 80                                 |      |
| 1/087      | Haus                                                                               | Düren     | Brückenstraße 82                                 |      |
| 1/088      | Haus                                                                               | Düren     | Brückenstraße 84                                 |      |
| 1/089      | Haus                                                                               | Düren     | Grüngürtel 12                                    |      |
| 1/090      | Haus                                                                               | Düren     | Grüngürtel 14                                    |      |
| 1/091      | Haus                                                                               | Düren     | Grüngürtel 16                                    |      |
| 1/092      | Haus                                                                               | Düren     | Grüngürtel 18                                    |      |
| 1/093      | Haus                                                                               | Düren     | Grüngürtel 20                                    |      |
| 1/094      | Haus                                                                               | Düren     | Brückenstraße 86                                 |      |
| 1/095      | Haus                                                                               | Düren     | Goebenstraße 35                                  |      |
| 1/096      | Haus                                                                               | Düren     | Goebenstraße 37                                  |      |
| 1/097      | Haus                                                                               | Düren     | Goebenstraße 39                                  |      |
| 1/098      | Haus                                                                               | Düren     | Goebenstraße 50                                  |      |
| 1/099      | Haus                                                                               | Düren     | Goebenstraße 52                                  |      |
| 1/100      | Haus                                                                               | Düren     | Goebenstraße 54                                  |      |
| 1/101      | Haus                                                                               | Düren     | Goebenstraße 51                                  |      |
| 1/102      | Haus                                                                               | Düren     | Goebenstraße 53                                  |      |
| 1/103      | Haus                                                                               | Düren     | Holzstraße 68                                    |      |
| 1/104      | Schießstand                                                                        | Düren     | Stadtpark (Willy-Brandt-Park)                    |      |
| 1/105      | Rathaus der Stadt Düren                                                            | Düren     | Kaiserplatz                                      |      |
| 1/106      | nicht belegt                                                                       |           |                                                  |      |
| 1/107      | Ehemalige Offiziersmesse der belgischen Armee                                      | Düren     | Markt 16                                         |      |
| 1/108      | Haus                                                                               | Düren     | Goebenstraße 64                                  |      |
| 1/109      | Moschee, ehemaliges Verwaltungsgebäude der Dürener Metallwerke AG                  | Düren     | Veldener Straße 63                               |      |
| 1/110      | Kirche St. Anna                                                                    | Düren     | Annaplatz 8                                      |      |
| 1/111      | Christuskirche                                                                     | Düren     | Philippstraße 4                                  |      |
| 1/112      | Ehemalige Dürener Metallwerke Dörries, Fassaden der Werkhallen                     | Düren     | Veldener Straße                                  |      |
| 1/113      | Stadthalle                                                                         | Düren     | Bismarckstraße 15                                |      |
| 1/114      | Haus                                                                               | Düren     | Zehnthofstraße 26–32                             |      |
| 1/115      | Kreuzwegstation                                                                    | Düren     | Frankenstraße                                    |      |
| 1/116      | Wegekreuz                                                                          | Düren     | Heerweg                                          |      |
| 1/117      | Wohnhaus                                                                           | Düren     | Malteserstraße 9                                 |      |
| 1/118      | Ehemaliges Lazarettgebäude der Dürener Blindenanstalt                              | Düren     | Meckerstraße                                     |      |
| 1/119      | Gebäudereste des ehemaligen Klosters „Zum Paradies“                                | Düren     | Uhlandstraße                                     |      |
| 1/119b     | Haus                                                                               | Düren     | Friedenstraße 4                                  |      |
| 1/120      | Ehemaliges Blindenheim                                                             | Düren     | Meckerstraße 7a                                  |      |
| 1/121      | Haus                                                                               | Düren     | Agnesstraße 8                                    |      |
| 1/122      | Kreuzigungsgruppe am Karmelitinnenkloster                                          | Düren     | Kölner Landstraße 261                            |      |
| 1/123      | Haus (Shibli)                                                                      | Düren     | Goethestraße 14                                  |      |
| 1/124      | Ehemaliges Werkstattgebäude Blindenanstalt                                         | Düren     | Alte Jülicher Straße 64                          |      |
| 1/125      | Haus                                                                               | Düren     | Valencienner Straße 25                           |      |
| 1/126      | Haus                                                                               | Düren     | Alte Jülicher Straße 11                          |      |
| 1/127      | Haus                                                                               | Düren     | Neue Jülicher Straße 39                          |      |
| 1/128      | Haus (Omari), ehemalige Meisterwohnung L. Schoeller                                | Düren     | Valencienner Straße 21                           |      |
| 1/129      | Glashütte, ehemals Firma Peill & Putzler                                           | Düren     | Glashüttenstraße                                 |      |
| 1/130      | Ehemalige Kettenfabrik                                                             | Düren     | Am Rurufer 2–6                                   |      |
| 1/131      | Mühlenteich, an der ehemaligen Papierfabrik Paul Emil Hoesch                       | Düren     |                                                  |      |
| 1/132      | Taubenhaus, ehemals Paul Emil Hoesch                                               | Düren     | Im Mühlenpark 17                                 |      |
| 1/133      | Dampfmaschinenhaus der ehemaligen Papierfabrik                                     | Düren     | Im Mühlenpark 17                                 |      |
| 1/134      | Kiosk                                                                              | Düren     | Schützenstraße                                   |      |
| 1/135      | Stadtpark und Stadtgärtnerei                                                       | Düren     | Willy-Brandt-Park                                |      |
| 1/136      | Kantine und Casinoturm, ehemals Firma Zimmermann & Jansen                          | Düren     | Monschauer Straße 68                             |      |
| 1/137      | Wohnhaus                                                                           | Düren     | Monschauer Straße 61                             |      |
| 1/138      | Wohnhaus                                                                           | Düren     | Monschauer Straße 59                             |      |
| 1/139      | Wohnhaus                                                                           | Düren     | Rurstraße 85                                     |      |
| 1/140      | Ehemalige Elektrozentrale der Dürener Metallwerke                                  | Düren     | Veldener Straße                                  |      |
| 1/141      | Kettenfabrik, Nadelproduktion                                                      | Düren     | Am Rurufer 8                                     |      |
| 1/142      | Jüdischer Grabstein                                                                | Düren     | Arnoldsweilerstraße                              |      |
| 1/143      | Wirteltränkenkreuz                                                                 | Düren     | Wirteltorplatz                                   |      |
| 1/144      | Wohnhaus                                                                           | Düren     | Neue Jülicher Straße 76                          |      |
| 1/145      | Wohnhaus                                                                           | Düren     | Neue Jülicher Straße 78                          |      |
| 1/146      | Wohnhaus                                                                           | Düren     | Cornetzhof 7                                     |      |

## Niederau
| lf. Nummer | Name                                            | Stadtteil | Adresse          | Bild |
| ---------- | ----------------------------------------------- | --------- | ---------------- | ---- |
| 2/001      | Wasserschloss Burgau                            | Niederau  |                  |      |
| 2/002      | Ehem. Niederauer Mühle                          | Niederau  | Kreuzauer Straße |      |
| 2/003      | Alte Pfarrkirche                                | Niederau  | Cyriakusstraße   |      |
| 2/004      | Neue Pfarrkirche                                | Niederau  | Cyriakusstraße   |      |
| 2/005      | Bildstock, vor dem Marienkloster und Altersheim | Niederau  | Kreuzauer Straße |      |

## Lendersdorf, Krauthausen, Berzbuir, Kufferath
| lf. Nummer | Name                                                                   | Stadtteil   | Adresse                        | Bild |
| ---------- | ---------------------------------------------------------------------- | ----------- | ------------------------------ | ---- |
| 3/001      | Hofanlage Schmalenburg                                                 | Lendersdorf | Schmalenburg 2                 |      |
| 3/002      | Wohnhaus                                                               | Lendersdorf | Hauptstraße 80                 |      |
| 3/003      | Wohnhaus                                                               | Lendersdorf | Hauptstraße 102                |      |
| 3/004      | Haus Pimmenich                                                         | Lendersdorf | Pimmenicher Weg 40             |      |
| 3/005      | Ehem. Bachemshof                                                       | Lendersdorf | Saint-Hubert-Straße 2          |      |
| 3/006      | Wohnhaus                                                               | Lendersdorf | Hüttenstraße 17–19             |      |
| 3/007      | Weckshof                                                               | Lendersdorf | Schmalenburg 1                 |      |
| 3/008      | Wohnhaus (Torbogen-Begrenzungsmauer)                                   | Lendersdorf | Hauptstraße 13                 |      |
| 3/009      | Josefskapelle                                                          | Lendersdorf | Krauthausener Straße           |      |
| 3/010      | Antoniuskapelle                                                        | Lendersdorf | Hauptstraße 23                 |      |
| 3/011      | Hagelkreuz an der K 27                                                 | Lendersdorf | bei Lendersdorf                |      |
| 3/012      | Wegekreuz                                                              | Lendersdorf | Wolffsgasse/Hauptstraße        |      |
| 3/013      | Kapelle                                                                | Berzbuir    | Berzbuirer Straße/Zum Berzberg |      |
| 3/014      | Wohnhaus                                                               | Berzbuir    | Zum Knipp 5                    |      |
| 3/015      | Wohnhaus                                                               | Berzbuir    | Zum Knipp 1                    |      |
| 3/016      | Wohnhaus                                                               | Berzbuir    | Zum Berzberg 9                 |      |
| 3/017      | Haus Bauschof                                                          | Berzbuir    | Berzbuirer Straße 46           |      |
| 3/018      | Wohnhaus                                                               | Berzbuir    | Zum Berzberg 13                |      |
| 3/019      | Pumpstation                                                            | Berzbuir    | Bereich Beibusch               |      |
| 3/020      | Lendersdorfer Mühlenteich                                              | Lendersdorf | Bereich Boisdorfer Mühle       |      |
| 3/021      | Wohnhaus                                                               | Lendersdorf | Hauptstraße 135                |      |
| 3/022      | Ehem. Pastoratsgenbäude (Fa. Eberhard Hoesch)                          | Lendersdorf | Hüttenstraße 27                |      |
| 3/023      | Gießereihalle (Fa. Eberhard Hoesch)                                    | Lendersdorf | Hüttenstraße                   |      |
| 3/024      | Wegekreuz Kufferath                                                    | Kufferath   | Bleiberg/Bergheimer Straße     |      |
| 3/025      | Haus (Bischoff)                                                        | Lendersdorf | Hauptstraße 119                |      |
| 3/026      | Kath. Kirche St. Michael mit Benedikt Dreyer Altar                     | Lendersdorf | Hauptstraße 120                |      |
| 3/027      | Wegekreuz                                                              | Lendersdorf | Rotes Kreuz                    |      |
| 3/028      | Haus zum Friesenhof (ehem. Schachthaus)                                | Kufferath   | Zum Friesenhof 40              |      |
| 3/029      | Haus                                                                   | Lendersdorf | Hauptstraße 73                 |      |
| 3/030      | Hofanlage                                                              | Lendersdorf | Hauptstraße 71                 |      |
| 3/031      | Mühlengebäude des ehem. Eberhardshammer mit Mühlenteich und Flutgraben | Lendersdorf | Boisdorfer Weg 2               |      |

## Birgel
| lf. Nummer | Name                           | Stadtteil | Adresse                      | Bild |
| ---------- | ------------------------------ | --------- | ---------------------------- | ---- |
| 4/001      | Haus Gut Mozenborn             | Birgel    | Dunantstraße                 |      |
| 4/002      | Birgeler Burg                  | Birgel    | Bergstraße                   |      |
| 4/003      | Kath. Pfarrkirche St. Martinus | Birgel    | Bergstraße                   |      |
| 4/004      | Alte Kapelle St. Martinus      | Birgel    | Bergstraße                   |      |
| 4/005      | Turmstumpf Mozenborn           | Birgel    | Dunantstraße                 |      |
| 4/006      | Wegekreuz                      | Birgel    | Bergstraße/Monschauer Straße |      |

## Gürzenich
| lf. Nummer | Name | Stadtteil | Adresse                                     | Bild |
| ---------- | --- | --------- | ------------------------------------------- | ---- |
| 6/001      | Gut Weyerhof | Gürzenich | Schillingsstraße 331                        |      |
| 6/001a     | Mona-Lisa-Turm im Schillingspark | Gürzenich | Schillingsstraße 331                        |      |
| 6/001b     | Parkanlage, Schillingshäuschen im Schillingspark | Gürzenich | Schillingsstraße 331                        |      |
| 6/001c     | Sogen. Fischereihäuschen im Schillingspark | Gürzenich | Schillingsstraße 331                        |      |
| 6/001d     | Wohnhaus | Gürzenich | Schillingsstraße 333                        |      |
| 6/001e     | Wohnhaus | Gürzenich | Schillingsstraße 335                        |      |
| 6/002      | Jüdischer Friedhof | Gürzenich | Schillingsstraße                            |      |
| 6/003      | Breuer’s Häuschen | Gürzenich | Valencienner Straße 98                      |      |
| 6/004      | Kreuders Hof | Gürzenich | Birgeler Straße 40                          |      |
| 6/005      | Wohnhaus (Weyerhof) | Gürzenich | Schillingsstraße 329                        |      |
| 6/006      | Wohnhaus | Gürzenich | Schillingsstraße 205                        |      |
| 6/007      | Wohnhaus (ehem. Haus Hassert) | Gürzenich | Schillingsstraße 52–54                      |      |
| 6/008      | Johanneskreuz | Gürzenich | Ecke Gürzenicher Straße/Valencienner Straße |      |
| 6/009      | Trierbach | Gürzenich | Schillingsstraße                            |      |
| 6/010      | Wegekreuz | Gürzenich | gegenüber Schillingsstraße 161              |      |
| 6/011      | Kath. Pfarrkirche St. Johannes | Gürzenich | An St. Johannes 10                          |      |
| 6/012      | Schlosskapelle | Gürzenich | Graf-Schellart-Weg                          |      |
| 6/013      | Wohnhaus | Gürzenich | Schillingsstraße 106                        |      |
| 6/014      | Ehem. kath. Friedhof (heute Grünanlage) | Gürzenich | An St. Johannes                             |      |
| 6/015      | Ludwig Schwanthaler Statue auf dem Gürzenicher Friedhof (in der Friedhofskapelle), stand bis ca. 1990 auf dem alten Friedhof an der Gürzenicher Pfarrkirche | Gürzenich | Am Wingert, Friedhof, Friedhofskapelle      |      |
| 6/016      | Hofanlage (Hof Hergarden) | Gürzenich | Schillingsstraße 84                         |      |
| 6/017      | Wegekreuz | Gürzenich | Neue Aue/Römerbad                           |      |

## Derichsweiler
| lf. Nummer | Name                                      | Stadtteil     | Adresse               | Bild |
| ---------- | ----------------------------------------- | ------------- | --------------------- | ---- |
| 7/001      | Ruine der ehem. Pfarrkirche Derichsweiler | Derichsweiler | Martinusstraße 9      |      |
| 7/002      | St.-Urbanus-Kapelle                       | Derichsweiler | Martinusplatz         |      |
| 7/003      | Haus                                      | Derichsweiler | Dampfmühlenstraße 101 |      |
| 7/004      | Hofanlage (heute Wohnhaus)                | Derichsweiler | Agathastraße 92       |      |
| 7/005      | Wegekreuz                                 | Derichsweiler | Dampfmühlenstraße     |      |
| 7/006      | Hofanlage                                 | Derichsweiler | Agathastraße 40       |      |

## Echtz
| lf. Nummer | Name                          | Stadtteil  | Adresse             | Bild |
| ---------- | ----------------------------- | ---------- | ------------------- | ---- |
| 8/001      | Kath. Pfarrkirche St. Michael | Echtz      | St.-Michael-Straße  |      |
| 8/002      | Wohnhaus                      | Echtz      | Weidmühlenstraße 13 |      |
| 8/003      | Wegekreuz                     | Echtz      | Weidmühlenstraße    |      |
| 8/004      | Pankratiuskapelle             | Konzendorf |                     |      |

## Mariaweiler - Hoven
| lf. Nummer | Name                                                                      | Stadtteil   | Adresse                | Bild |
| ---------- | ------------------------------------------------------------------------- | ----------- | ---------------------- | ---- |
| 9/001      | Filztuchfabrik (T.-J. Heimbach, ehem. Krutzmühle)                         | Mariaweiler | An Gut Nazareth 73     |      |
| 9/002      | Immunitätsmauer des ehem. Klosters Nazareth, Torbogen der Immunitätsmauer | Mariaweiler | An Gut Nazareth        |      |
| 9/003      | Christ-Königs-Denkmal                                                     | Mariaweiler | Lommessemstraße        |      |
| 9/004      | Zum Getzerhof gehörige Villa Maria                                        | Mariaweiler | Aldenhovener Straße 66 |      |
| 9/005      | Kath. Pfarrkirche St. Mariae-Himmelfahrt                                  | Mariaweiler | An Gut Nazareth        |      |
| 9/006      | Ehem. Bürgermeisteramt                                                    | Mariaweiler | Aldenhovener Straße 30 |      |
| 9/007      | Industrieschornstein (Fa. Julius Hoesch)                                  | Hoven       | Birkesdorfer Straße 5  |      |
| 9/008      | Ehem. Villa Pytlik                                                        | Mariaweiler | Kupfermühle 12         |      |
| 9/009      | Ehem. Schalthaus                                                          | Mariaweiler | Rheinstraße 1          |      |
| 9/010      | Ehem. Tura AG                                                             | Mariaweiler | An Gut Nazareth        |      |
| 9/011      | Getzer Hof                                                                | Mariaweiler | Aldenhovener Straße 68 |      |

## Merken
| lf. Nummer | Name                                            | Stadtteil | Adresse                             | Bild |
| ---------- | ----------------------------------------------- | --------- | ----------------------------------- | ---- |
| 11/001     | Wasserturm, heute Wohnhaus                      | Merken    | Roermonder Straße/Quirinusstraße 62 |      |
| 11/002     | Blausteintorbogen in der Hoffassade im Wohnhaus | Merken    | Peterstraße 4                       |      |
| 11/003     | Wohnhaus                                        | Merken    | Peterstraße 77                      |      |
| 11/004     | Wohnhaus                                        | Merken    | Paulstraße 50                       |      |
| 11/005     | Elisabethheim                                   | Merken    | Paulstraße 71                       |      |
| 11/006     | Wohnhaus                                        | Merken    | Roermonder Straße 74                |      |
| 11/007     | Annakapelle                                     | Merken    | Roermonder Straße                   |      |
| 11/008     | Wegekreuz                                       | Merken    | Ecke Roermonder Straße/Paulstraße   |      |
| 11/009     | Wegekreuz                                       | Merken    | Peterstraße/Reginastraße            |      |
| 11/010     | Schalthaus                                      | Merken    | Gertrudisstraße 7                   |      |
| 11/011     | Fronsmühle, Wasserrad                           | Merken    | Roermonder Straße 2                 |      |
| 11/012     | Hofanlage                                       | Merken    | Gertrudisstraße 1                   |      |

## Birkesdorf
| lf. Nummer | Name                        | Stadtteil  | Adresse                        | Bild |
| ---------- | --------------------------- | ---------- | ------------------------------ | ---- |
| 12/001     | Kath. Pfarrkirche St. Peter | Birkesdorf | Nordstraße                     |      |
| 12/002     | Ehem. Rathaus               | Birkesdorf | Zollhausstraße 40              |      |
| 12/003     | Wegekreuz                   | Birkesdorf | Nordstraße/Pfarrer-Rody-Straße |      |
| 12/004     | Schalthaus                  | Birkesdorf | Schüllsmühle 12                |      |
| 12/005     | Ehem. Burg Schloßberg       | Birkesdorf | Schloßbergstraße               |      |
| 12/006     | Ehem. Burg Schloßberg       | Birkesdorf | An der Wasserburg 6            |      |

## Arnoldsweiler
| lf. Nummer | Name                                | Stadtteil     | Adresse                        | Bild |
| ---------- | ----------------------------------- | ------------- | ------------------------------ | ---- |
| 13/001     | Ehem. Pfarrkirche St. Arnoldus      | Arnoldsweiler | Vikar-Klein-Straße 10          |      |
| 13/002     | Neue kath. Pfarrkirche St. Arnoldus | Arnoldsweiler | Rather Straße 1                |      |
| 13/003     | Kath. Pfarrhaus                     | Arnoldsweiler | Rather Straße 10               |      |
| 13/004     | Wohnhaus                            | Arnoldsweiler | Arnoldusstraße 2               |      |
| 13/005     | Wohnhaus                            | Arnoldsweiler | Ellener Straße 10              |      |
| 13/006     | Hof Minten                          | Arnoldsweiler | Rather Straße 5                |      |
| 13/007     | Wegekreuz                           | Arnoldsweiler | Trierer Straße                 |      |
| 13/008     | Prozessionskreuz                    | Arnoldsweiler | Ellener Straße/Cormeillestraße |      |
| 13/009     | Wegekreuz                           | Arnoldsweiler | Auf dem Driesch 2              |      |
| 13/010     | nicht belegt                        |               |                                |      |
| 13/011     | Haus Rath                           | Arnoldsweiler |                                |      |
| 13/012     | Wohnhaus                            | Arnoldsweiler | Arnoldusstraße 17              |      |
| 13/013     | Hofanlage                           | Arnoldsweiler | Arnoldusstraße 26              |      |